# Назарян, Рафаэль Оганесович
Рафаэ́ль Огане́сович Назаря́н (арм. Ռաֆայել Հովհաննեսի Նազարյան; род. 26 марта 1975, Ереван) — армянский футболист. Играл на позиции опорного полузащитника в ряде армянских клубов, а также в составе национальной сборной по футболу.

## Клубная карьера
Профессиональная карьера Назаряна началась в ереванском «Арарате» в возрасте 18 лет. В дебютный сезон 1993 года провёл за клуб 13 матчей, но голами не отметился. Всего за «Арарат» провёл 6 полноценных сезонов, за период которых стал чемпионом и четырёхкратным обладателем Кубка Армении. После окончания сезона 1997 года ушёл из «Арарата» в «Эребуни-АСС», в том же сезоне переходит в молдавский «Конструкторул». Однако заиграть не удалось, последовало возвращение на родину в «Цемент». Проведя две сезона за клуб, Назарян пополнил свою коллекцию Кубком Армении в розыгрыше 1999 года. В процессе чемпионата 2000 года перешёл из «Аракса» (переименованный «Цемент») в «Звартноц-ААЛ». Цикл постоянных переходов из клуба в клуб на этом не закончился и после завершения чемпионата перешёл в «Пюник». «Пюник» в некотором роде стал родным для Назаряна, постольку поскольку в общей сложности провёл в клубе 5 сезонов — 105 матчей в чемпионате. Закончил карьеру в «Улиссе» в 2008 году.

## Карьера в сборной
В возрасте 22 лет, будучи игроком ереванского «Арарата», дебютировал в сборной Армении. Первое участие в команде произошло в период отборочного цикла на чемпионат мира — 20 августа 1997 года в выездной встрече против сборной Португалии. Назарян отыграл весь матч, но дебют омрачило поражение от португальцев со счётом 1:3.
| №  | Дата             | Оппонент     | Счёт | Голы Назаряна | Соревнование            |
| 1  | 20 августа 1997  | Португалия   | 1:3  | −             | Отборочный матч ЧМ-1998 |
| 2  | 6 сентября 1997  | Албания      | 3:0  | −             | Отборочный матч ЧМ-1998 |
| 3  | 10 сентября 1997 | Германия     | 0:4  | −             | Отборочный матч ЧМ-1998 |
| 4  | 9 января 200     | Гватемала    | 1:1  | −             | Товарищеский матч       |
| 5  | 2 февраля 2000   | Молдавия     | 2:1  | 1             | Товарищеский матч       |
| 6  | 4 февраля 2000   | Кипр         | 2:3  | −             | Товарищеский матч       |
| 7  | 6 февраля 2000   | Грузия       | 1:2  | −             | Товарищеский матч       |
| 8  | 21 февраля 2004  | Грузия       | 2:0  | −             | Товарищеский матч       |
| 9  | 28 апреля 2004   | Туркменистан | 1:0  | −             | Товарищеский матч       |
| 10 | 18 августа 2004  | Македония    | 0:3  | −             | Отборочный матч ЧМ-2006 |
| 11 | 8 сентября 2004  | Финляндия    | 0:2  | −             | Отборочный матч ЧМ-2006 |
| 12 | 9 октября 2004   | Финляндия    | 1:3  | −             | Отборочный матч ЧМ-2006 |
| 13 | 13 октября 2004  | Чехия        | 0:3  | −             | Отборочный матч ЧМ-2006 |
| 14 | 17 ноября 2004   | Румыния      | 1:1  | −             | Отборочный матч ЧМ-2006 |
| 15 | 18 марта 2005    | Кувейт       | 1:3  | −             | Товарищеский матч       |
| 16 | 26 марта 2005    | Андорра      | 2:1  | −             | Отборочный матч ЧМ-2006 |
| 17 | 30 марта 2005    | Нидерланды   | 0:2  | −             | Отборочный матч ЧМ-2006 |
| 18 | 17 августа 2005  | Иордания     | 0:0  | −             | Товарищеский матч       |
| 19 | 11 октября 2006  | Сербия       | 0:3  | −             | Отборочный матч ЧЕ-2008 |
| 20 | 15 января 2007   | Панама       | 1:1  | −             | Товарищеский матч       |
| 21 | 7 февраля 2007   | Андорра      | 0:0  | −             | Товарищеский матч       |
| 22 | 28 марта 2007    | Польша       | 0:1  | −             | Отборочный матч ЧЕ-2008 |

Итого: 22 матча / 1 гол; 5 побед, 5 ничьих, 12 поражений.

## Тренерская деятельность
С завершением игровой карьеры Назарян приступил к тренерским функциям. С 2009 года являлся вторым тренером молодёжной сборной Армении. А годом позже вступил в штаб ереванского «Пюника», в роли ассистента главного тренера — Вардана Минасяна. На Кубок Содружества 2010 руководство клуба решило отправить потенциальных новичков под руководством Вараздата Аветисяна и Назаряна. Но участие команды вышло неудовлетворительным. В трёх матчах команда проиграла своим соперникам и заняла последнее место в группе. В том же сезоне завершился контракт с датским специалистом Флеммингом Серрицлевым, руководившим молодёжной сборной. Заменил Серрицлева Назарян, вступивший на главный пост в начале 2011 года.
В марте того же года в тренерском штабе «Бананца» произошло смещение. С главного поста был уволен за неудовлетворительные результаты Стевица Кузмановский. Назаряну поступило предложение возглавить команду как исполняющий обязанности главного тренера до окончания сезона. В игре команды наметился прогресс, постепенно характер игры менялся, и команда стала набирать очки. В конце чемпионата имела неплохие шансы оказаться в тройке призёров, но как итог — четвёртое место. Учитывая начальные и конечные показатели команды в сезоне, руководство клуба решило продолжить сотрудничество с Назаряном и продлить контракт, заодно убрав из должности приставку и. о..

## Семья
Дочь — армянский политик, депутат Национального собрания Лена Назарян.

## Достижения

### Игрока
«Арарат» (Ереван)
- Чемпион Армении: 1993
- Серебряный призёр чемпионата Армении: 1996/97
- Бронзовый призёр чемпионата Армении: 1994
- Обладатель Кубка Армении: 1993, 1994, 1995, 1996/97

«Спартак» (Ереван)
- Бронзовый призёр чемпионата Армении: 1999, 2001
- Финалист Кубка Армении: 1999

«Пюник»
- Чемпион Армении: 2001, 2003, 2004, 2005, 2006
- Обладатель Кубка Армении: 2004
- Финалист Кубка Армении: 2006
- Обладатель Суперкубка Армении: 2004, 2005

### Тренера
«Пюник»
- Чемпион Армении: 2010
- Обладатель Кубка Армении: 2010
- Обладатель Суперкубка Армении: 2010